# (6542) Jacquescousteau
(6542) Jacquescousteau est un astéroïde de la ceinture principale.

## Description
(6542) Jacquescousteau est un astéroïde de la ceinture principale. Il fut découvert par Antonín Mrkos le 15 février 1985 à l'observatoire Klet'. Il présente une orbite caractérisée par un demi-grand axe de 2,303 UA, une excentricité de 0,119 et une inclinaison de 3,737° par rapport à l'écliptique.
Il fut nommé en hommage à l'explorateur des mers français Jacques-Yves Cousteau (1910-1997).

## Compléments